# Lange golf
De lange golf is het deel van het radiospectrum dat frequenties omvat lager dan die van de middengolf. Het begrip is niet precies gedefinieerd, maar meestal worden er de frequenties lager dan 300 kHz mee bedoeld, oftewel low frequency. In Amerika is het gebruikelijker om alles lager dan het onderste uiteinde van de middengolf-uitzendband (535 kHz) als lange golf te beschouwen. In engere zin verwijst lange golf naar de langegolfband die in grote delen van de wereld voor radio-omroep wordt gebruikt. Dit artikel gaat over deze laatste definitie.

## Omroep via de lange golf
In de begindagen van radio was de lange golf zeer populair omdat deze via de grondgolf lange afstanden kan afleggen. Het bestaan van de ruimtegolf, die de hogere midden- en kortegolffrequenties hun enorme bereik geeft, was toen nog niet bekend. Na het ontdekken van deze nieuwe propagatiemogelijkheden nam het belang van de lange golf af. Een praktisch nadeel is dat de antennes die nodig zijn voor efficiënte langegolfuitzending zelf ook erg lang moeten zijn, vaak honderden meters hoog.
In de gebieden die ITU regio 1 opmaken wordt nog steeds radio-omroep verzorgd in de lange golf. Hieronder vallen Europa, Afrika en delen van Noord- en West-Azië. Nederland en België hebben zelf overigens geen langegolfzenders, hoewel beide landen wel in 1975 een frequentie toegewezen hebben gekregen (171 kHz). De langegolfband loopt van 153 tot 279 kHz. Net als op de middengolfband is de afstand tussen de zenders 9 kHz en wordt AM gebruikt als modulatievorm. Er waren echter twee zenders in Duitsland met een afwijkende frequentie, namelijk 177 en 183 kHz. Op 1 januari 2016 werden alle Duitse AM-zenders uitgeschakeld. De zender op 183 kHz staat weliswaar nog net op Duits grondgebied (in Felsenberg-Berus in het Saarland), maar zendt nog steeds het Franse programma van Europe 1 uit.
Een andere toepassing is ook het uitzenden van de atoomtijd om alle uurwerken automatisch te synchroniseren.